# Liste der Naturdenkmale in Albbruck
| Naturdenkmale | Anzahl |
| ------------- | ------ |
| FND           | 6      |
| END           | 2      |
| Gesamt        | 8      |

Die Liste der Naturdenkmale in Albbruck nennt die verordneten Naturdenkmale (ND) der im baden-württembergischen Landkreis Waldshut liegenden Gemeinde Albbruck. In Albbruck gibt es insgesamt acht als Naturdenkmal geschützte Objekte, davon sechs flächenhafte Naturdenkmale (FND) und zwei Einzelgebilde-Naturdenkmale (END).
Stand: 31. Oktober 2016.

## Flächenhafte Naturdenkmale (FND)
| Name                           | Bild                | Kennung     | Einzelheiten | Position | Fläche Hektar | Datum         |
| ------------------------------ | ------------------- | ----------- | ------------ | -------- | ------------- | ------------- |
| Der Hohrain (mit Kapelle)      |                     | 83370020007 | Albbruck     | ???      | 0,5           | 13. Okt. 1949 |
| Kiesenbacher Felsen            |                     | 83370020001 | Albbruck     | ???      | 0,0           | 9. Juli 1979  |
| Kleiner Granitblock am Paß     |                     | 83370020006 | Albbruck     | ???      | 0,0           | 7. Okt. 1963  |
| „Obere-Auinsel I“              | BW                  | 83370020002 | Albbruck     | ⊙        | 4,3           | 18. Nov. 1982 |
| „Untere Auinsel“               | ND re. v. Kraftwerk | 83370020003 | Albbruck     | ⊙        | 4,6           | 18. Aug. 1980 |
| 2 Erratische Blöcke aus Granit |                     | 83370020008 | Albbruck     | ???      | 0,0           | 7. Okt. 1963  |
| Legende für Naturdenkmal       |                     |             |              |          |               |               |

## Einzelgebilde (END)
| Name                            | Bild | Kennung     | Einzelheiten | Position | Fläche Hektar | Datum         |
| ------------------------------- | ---- | ----------- | ------------ | -------- | ------------- | ------------- |
| 2 Friedenslinden mit Steinkreuz | BW   | 83370020004 | Albbruck     | ⊙        | 0,0           | 13. Okt. 1949 |
| 2 Linden                        |      | 83370020005 | Albbruck     | ???      | 0,0           | 13. Okt. 1949 |
| Legende für Naturdenkmal        |      |             |              |          |               |               |